# يخجال مير الفتاح
يخجال مير الفتاح (بالفارسية: یخچال میرفتاح) هو يخجال تاريخي يعود إلى القاجاريين، ويقع في ملاير.